# 安德烈森島
66°53′S 66°40′W / 66.883°S 66.667°W
安德烈森島是南極洲的島嶼，位於葛拉漢地西岸對開海域，長4公里，海拔高度超過610米，由讓-巴蒂斯特·夏古率領的法國探險隊發現，現時由南極條約體系管理。